# Didaktus

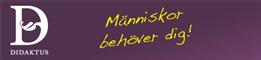
Didaktus logotyp

Didaktus AB är ett utbildningsföretag som bildades år 2000. Didaktus AB är sedan 2008 ett dotterbolag till Academedia, Sveriges största utbildningsföretag..
Didaktus driver två gymnasieskolor Stockholm: Jakobsberg och Liljeholmen. De program som erbjuds inom Didaktus är både teoretiska och yrkesförberedande program.
Skolan bildades ur Jakobsbergs fria gymnasium (nuvarande Didaktus Jakobsberg). Det var en personalägd friskola, som varit en av Landstingets gymnasieskolor ända sedan 1960-talet. År 2001 förvärvades Edsvikens Vårdgymnasium (nuvarande Didaktus Teoretiska), och år 2002 startade man nuvarande Didaktus Liljeholmen.
På 2010-talet drev Didaktus sju gymnasieskolor runtom i Sverige: Jakobsberg, Liljeholmen Praktiska och Teoretiska, Linköping, Norrköping samt Åkersberga

## Skolorna

### Didaktus i Jakobsberg
Skolan i Jakobsberg ligger i närheten av Jakobsberg centrum och är den första Didaktusskolan. På skolan går det kring 300 elever.

### Didaktus i Liljeholmen
Skolan i Liljeholmen är den största med kring 600 elever och ligger vid Lövholmsvägen i Kvarteret Tryckeriet. 

### Didaktus i Åkersberga
Hösten 2011 öppnade Didaktus en ny verksamhet i Åkersberga. Denna skola erbjuder utbildning inom Barn- och Fritidsprogrammet samt Vård- och Omsorgsprogrammet.